# Оцтове бродіння
Оцтовокисле бродіння — процес окиснення оцтовими бактеріями етилового спирту в оцтову кислоту, який проходить у 2 стадії.
1. 2CH3CH2OH + O2 = 2CH3CHO + 2H2O
2. 2CH3CHO + O2 = 2CH3COOH
Найчастіше оцтовим бродінням уражаються вина. Харчові продукти після оцтового бродіння мають запах оцтової кислоти, стають мутними і навіть ослизнюються.
Оцтове бродіння покладено в основу виробництва оцтової кислоти для побутового споживання.